# Härja socken
Härja socken i Västergötland ingick i Vartofta härad, ingår sedan 1974 i Tidaholms kommun och motsvarar från 2016 Härja distrikt.
Socknens areal är 59,34 kvadratkilometer varav 58,84 land. År 2000 fanns här 272 invånare.  Kyrkbyn Härja med sockenkyrkan Härja kyrka ligger i socknen.

## Administrativ historik
Socknen har medeltida ursprung. 
Vid kommunreformen 1862 övergick socknens ansvar för de kyrkliga frågorna till Härja församling och för de borgerliga frågorna bildades Härja landskommun. Landskommunen uppgick 1952 i Hökensås landskommun som 1974 uppgick i Tidaholms kommun. Församlingen uppgick 2010 i Hökensås församling.
1 januari 2016 inrättades distriktet Härja, med samma omfattning som församlingen hade 1999/2000.  
Socknen har tillhört län, fögderier, tingslag och domsagor enligt vad som beskrivs i artikeln Vartofta härad. De indelta soldaterna tillhörde Skaraborgs regemente, Vartofta kompani.

## Geografi
Härja socken ligger söder om Tidaholm med Hökensås i öster och med Tidan i väster. Socknen är en kuperad mossrik skogsbygd med höjder som på Hökensås når 345 meter över havet.

## Fornlämningar
Från järnåldern finns gravar, stensättningar och domarringar.

## Namnet
Namnet skrevs 1397 Hargh och kommer från kyrkbyn och innehåller harg, 'stenig mark'.

## Kända personer från Härja
Johan Alfred Enander, tidningsman, författare, aktivist för det svenska, i USA.
Anders Johan Enander, präst, prost, riksdagsman, verksam i Borås. Den föregåendes morbror.